# Bruce Buck
Bruce M. Buck (Nueva York; 1946) es el fundador, socio y gerente de Skadden, ARPS, Slate, Meagher & Flom, oficinas de firma de abogados de Estados Unidos en Londres (JD, Universidad de Columbia, 1970; BA, Universidad Colgate, 1967). También es el presidente del Chelsea Football Club de Inglaterra. Sus ámbitos son la práctica en la Unión Europea y la competencia internacional, fusiones y adquisiciones, financiación de proyectos y los mercados de capital de trabajo, y las privatizaciones.

## Carrera
Bruce Buck ha estado practicando la ley en Europa desde 1983. Cambió Nueva York por Inglaterra en 1983 para un "trabajo temporal" de dos o tres años con su anterior firma de abogados White & Case. Cinco años más tarde, fue nombrado jefe de M & A Skadden ARPS especialistas para hacer que la empresa vuelva a trabajar en Europa, partiendo de cero. Ahí es donde ha permanecido desde entonces.
Es el socio encargado de las oficinas europeas de Skadden, y su trabajo incluye una amplia gama de transacciones en los mercados. Buck representa a la vez a los clientes europeos y no europeos una gama completa de cruzar la frontera operaciones de financiación, por lo general en relación con la equidad de ofertas o de alto rendimiento de la deuda y otros financiamientos. En la revista El Abogado, Buck dijo:
"Se supone que tengo que estar a cargo de todas las oficinas europeas de Skadden y ARPS. Pero usted sabe cómo es: nadie me escucha en la oficina, nadie me escucha en casa. Ahora en el Chelsea es ligeramente diferente: todos quieren entradas".
Buck comenzó su participación en el Chelsea a través de su posición como jefe de Skadden, ARPS, Slate, Meagher & Flom. Skadden ARPS está especializada en fusiones, adquisiciones y transacciones del mercado de capitales, y Buck ha hecho personalmente los trabajos jurídicos en una serie de adquisiciones para la petrolera rusa Sibneft, a través del cual llegó a asesorar al multimillonario ruso Román Abramóvich. Abramovich era el accionista mayoritario de Sibneft.
Un aficionado al deporte toda su vida, no tomó mucho tiempo para que se dejara cautivar por el fútbol inglés.
Buck ha sido un fan de Chelsea desde finales de los años 1980, y un abono titular desde comienzos de los años 1990. Los únicos accionistas del Chelsea son Buck (una acción) y Román Abramóvich (propietario de ochenta y cuatro millones de acciones). Él mantiene un perfil bastante bajo, permitiendo al director ejecutivo Ron Gourlay ser el rostro público del club.
Buck está casado y tiene tres hijos, Graham, Brandon, y Rory, de los cuales todos son fanes de Chelsea.